# 山下財宝

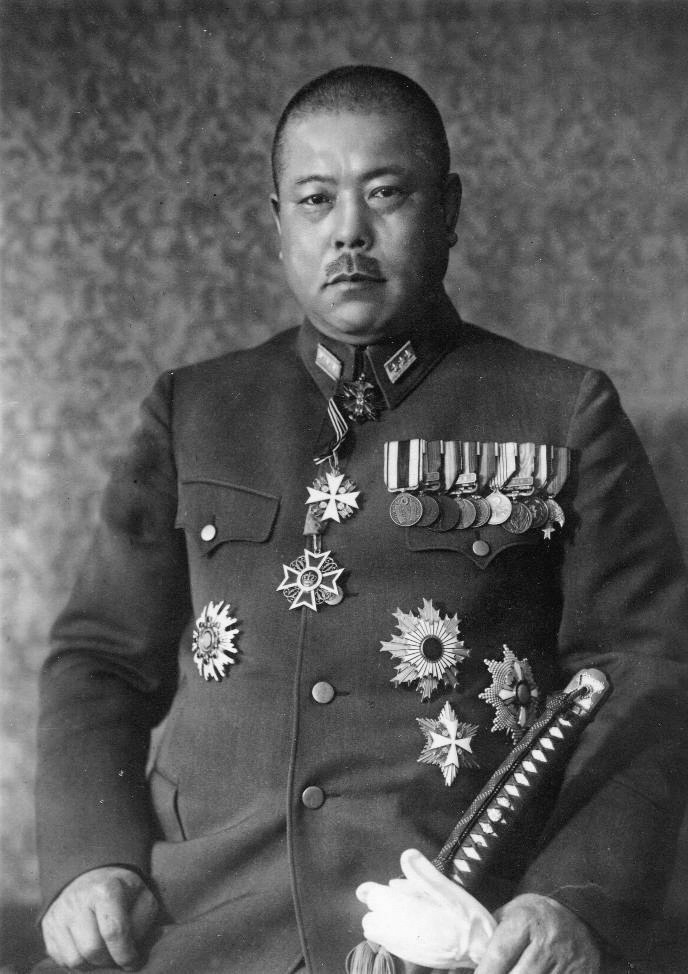
山下奉文大将

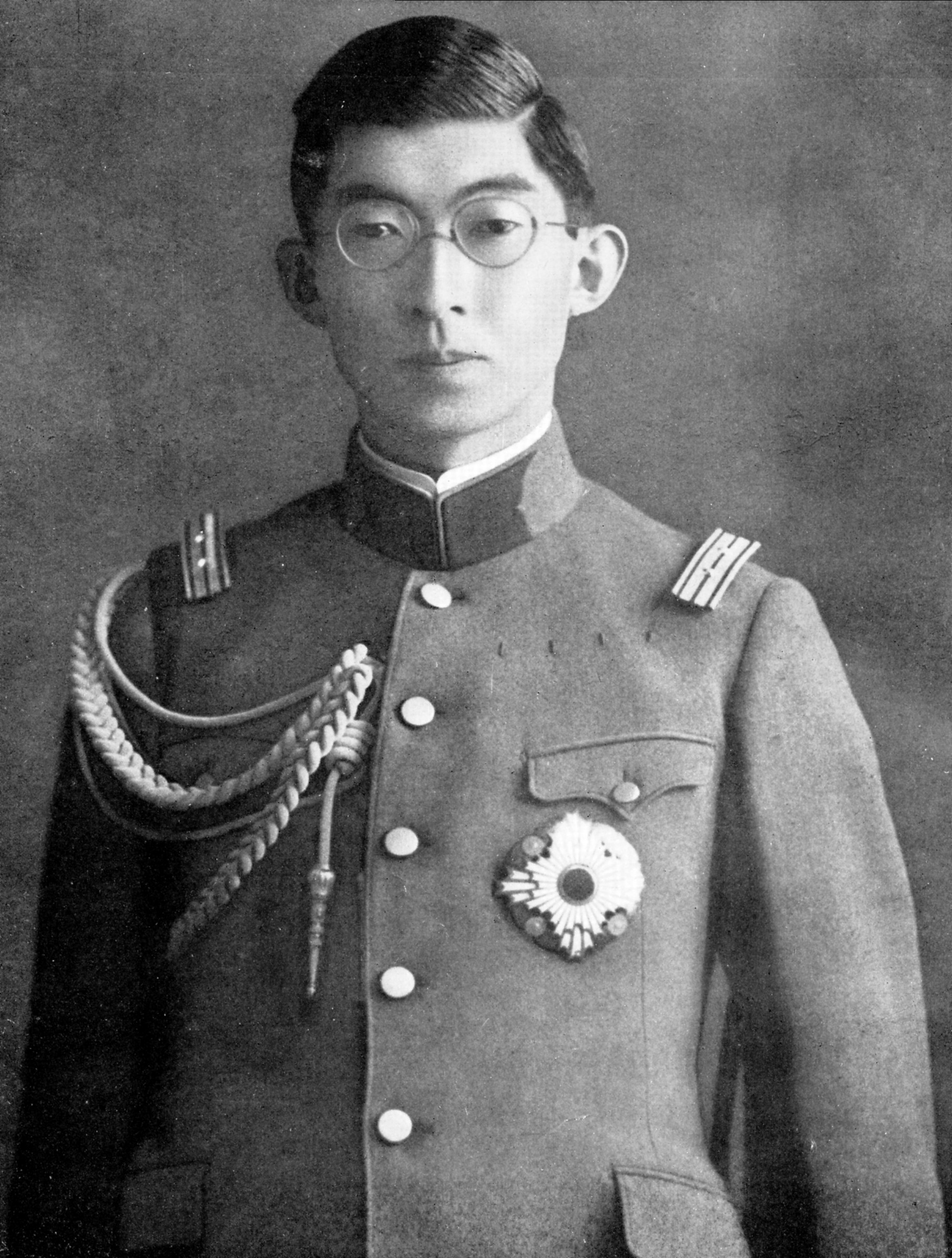
秩父宮雍仁親王

山下財宝（やましたざいほう）とは、山下奉文大将率いる日本軍によって、終戦時にフィリピンに埋められたとされる莫大な埋蔵金についての都市伝説。

## 伝説
フィリピンで一般的に語り継がれている伝説では、「東南アジア（主にビルマ）の欧米諸国の植民地政府が貯蔵したまま放置した金塊を、これらの地を占領した日本軍が徴発、シンガポールからフィリピンで中継し日本本土に海上輸送しようとしたが、連合国軍の潜水艦や航空機による日本と東南アジア間の海上輸送路への攻撃が激しくなったために、フィリピン内に隠しておいて日本の敗戦の直後に引き上げようとしたところ、関係者が戦犯として連合国軍により処刑されたため在処の情報が失われた」とされている。
また、「山下財宝は、日本が19世紀から1945年までかけて世界各地から略奪した『財宝』の一部である」と主張する人々もいるが、この話はアジアの近・現代史を背景にしたフィクション作品で著名な作家のスターリング・シーグレーヴが著した、「ヤマト王朝（The Yamato Dynasty）」や「Gold Warriors」によって広く知られるようになったフィクションを、そのまま「真実」として読み違えたものである。「金の百合（ユリ）」 ("Golden Lily") と呼ばれる架空の財宝を巡るストーリーで、「第二次世界大戦の終戦までに、財宝の一部が秩父宮雍仁親王の監督下でフィリピンに分散して隠されたため、一部が今なおフィリピンに取り残されたままになっている」といった内容であるが、虚実入り混ぜたシーグレーヴのストーリー展開の巧みさから、本当の話だと信じる人々が続出した。
実際に、1942年にアメリカ領フィリピンでアメリカ軍が日本軍に降伏した時、アメリカ植民地政府やアメリカ軍によりジャングルに大量に隠匿されたニッケル・インゴットや、日本軍による占領後にフィリピンに入植した日本人が、大戦後の引揚げ時に現地に埋めた財産等が実際に見つかることもあって、こうした伝説が真実味を持ったという説もある。
フィクションとしては、ゲーム『メダル・オブ・オナー ライジングサン』や、ニール・スティーヴンスンの小説『クリプトノミコン』、クライブ・カッスラーの小説『ドラゴンセンターを破壊せよ』の舞台ともなっている。またテーブルトークRPG『ソードワールドRPGリプレイ・アンマント財宝編』においてパロディとして使われている。

## 実態

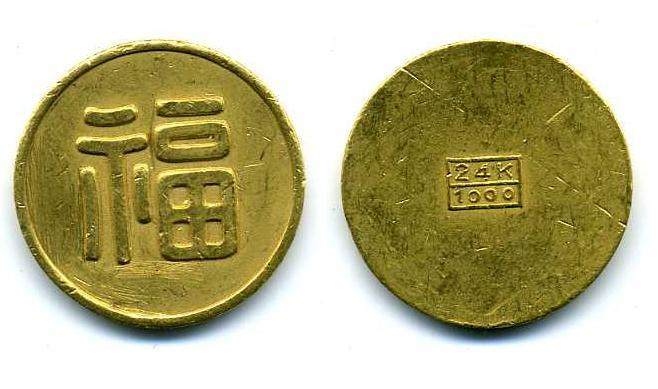
マル福金貨とされるコイン

上記のような「都市伝説」ではなく、アメリカ軍やイギリス軍をはじめとした連合国軍の反攻を前に、「決戦場」と位置付けられていたフィリピンで計画された、金塊による兵站維持計画に関する記述を、大東亜戦争当時に大本営の情報参謀を務めた堀栄三が自身の著書に残している。
堀栄三の記述によれば、「山下財宝」とは、上記の伝説にあるような東南アジアから徴発した金塊などではなく、フィリピンにおけるアメリカ軍の偽造通貨による経済攪乱（実態は日本軍が軍票を乱発したために起きた信用喪失と、アメリカ軍上陸前の売り惜しみによる物資不足）に対抗し、フィリピンの華僑系財閥から物資調達の協力を得るために、日本から送られたマル福（円形の金貨に『福』の字が刻印されているため）と通称される特製の金貨だった。山下大将の前任者である黒田重徳中将が軍司令官だった1944年（昭和19年）2月に、日本本土から空輸されたという。
その総数は金貨二万五千枚と言われ、そのサイズ・品位は、直径：30.54mm　重量：31.0g　品位：24K (1000)とされており、受取った相手も贋物を警戒して鋳潰すか、圧延してしまうと予想されたため、極めてシンプルなデザインだった。
2万5千枚の丸福金貨は、第14方面軍司令部のおかれたマニラに保管された。1945年（昭和20年）1月のアメリカ軍ルソン島上陸後、約1万5千枚は方面軍司令部の転進に伴ってバギオへと輸送された。その後、バギオからも撤退する際にさらに北部の山中に移送されたものと推定されるが、堀によると輸送関係者が全滅しており、詳細は明らかでない。また、バギオへ運んだ以外の約1万枚については、バギオ以外の拠点や各部隊に分配されている。
終戦後、入手の経緯は不明ながら、1950年（昭和25年）に日本国内でマル福金貨1枚を換金した者が出た。当時の価格で3万円になったという。マル福金貨は2008年現在でも20万円程度の価格で少量ながらコイン店などで流通しており、出物があれば誰でも購入できる品となっている。ただし、金価格に比べて3倍近い値段であり、贋作の容易なデザインであり、「銅などで中抜きされた贋作であるか否か」、「歴史的に真正な物であるか否か」、といった点を原型を留めたまま鑑定するのは困難でもあり、趣味的な観点から購入するのが妥当な品である。
なお、2009年1月現在の金価格から換算すると、金775kg≒20億円程度であるため、フィリピン駐留日本軍40万人の糧秣調達に限定しても5,000円/人程度であり、アメリカ軍上陸を前にして諸物価が暴騰していた1944年当時のフィリピンでは、短期決戦ですら焼け石に水程度の効果しか期待できなかっただろうと推察されるという意見がある。

## 発掘をめぐる出来事
- 1969年12月、マニラから約40km離れた山中で金塊が発見されたとの噂が広がり、憲兵隊が調査に乗り出したが見つかったのは日本軍が残した鉄カブトや機関銃だけであった[2]。
- 2018年6月、財宝を狙ってカポネス島で違法な採掘を行ったとして、15歳の少年を含む日本人4人とフィリピン人13人、計17人が地元警察に逮捕された[3]。

## イメルダ・マルコスの主張
1992年に、大統領時代の不正蓄財の嫌疑をかけられたフェルディナンド・マルコス元大統領夫人のイメルダ・マルコスは、「夫は山下財宝を発掘して財をなした」と主張した。
それによると、「1945年に結婚前のフェルディナンドは金の一部を売るために渡米し、1960年代から1970年代にかけての経済困難から国を助けるために、金の販売益を国費に投入した。また、夫が残りの金をルソン島北の彼らの家の壁を含むいくつかの場所に隠した」と述べている。この主張をフィリピン政府は本気で受け取らず、そのために否定も肯定もしていない
。

## 財宝の所有者
財宝探しをめぐってのトラブルが頻発するため、2007年からフィリピン政府は山下財宝探しの規制を強化し、これまでの届け出制から許可制となり、環境天然資源省へ10,000ペソの手数料を払って取得する。
それと同時に発見された場合の措置についても以下のように権利の配分が取り決められた。
- 文化遺産と判断された場合→国により全て没収
- 公有地で発見された場合→政府が75%、発掘者が25%
- 私有地で発見された場合→政府が30%、発掘者と地主で70%

許可の対象となるのはフィリピン国民もしくは資金保証のある団体（外国人も可）で、発掘にあたっては地主等の事前の許可と土地保全のための保証金の供託義務も生じる。有効期限は1年だが、申請すれば1年の延長も可能である。